# دراج پولک‌دار
دراج پولک‌دار (نام علمی: Pternistis squamatus) نام یک گونه از سرده دراج‌های کبکی است.